# Jung Mi Kyung
Jung Mi Kyung  (Hangul: 정미경) es una novelista coreana.

## Biografía
Jung Mi Kyung nació el 4 de febrero de 1960 en Masan, provincia de Gyeongsang del Sur, Corea del Sur. Se graduó en la Universidad Femenina Ewha en Literatura Inglesa y en 1987 debutó en la literatura al ganar en la categoría de drama el Premio Literario Joong Ang. Sin embargo, después de eso dejó la literatura por más de una década, hasta que publicó el relato "La mujer con arsénico" en el volumen de otoño de Literatura del mundo. Después se ha concentrado en su carrera literaria con gran éxito.

## Obra
El crítico coreano Kim Kyung-yeon se ha referido a su obra como "la descripción de una sociedad engañosa y llena de espectáculos absurdos, donde la realidad y la falsedad se confunden, el aspecto exterior define la naturaleza interior y los valores están destruidos. Nos muestra la cara oscura de la sociedad poscapitalista a través de los que luchan para vivir en ese absurdo".
Ha demostrado ser una experta de la novela tradicional, además de poseer el conocimiento de la sociedad que corresponde a una escritora del siglo XXI. Esto último se puede ver en sus descripciones microscópicas de las normas de la sociedad de consumo, donde el valor de representación de las cosas es mayor que el valor de su utilidad. En su primera novela La vida color de rosa escribe: "No llevan vaqueros, llevan el espíritu libre de Levi's; y no fuman cigarros, aspiran la imagen de macho del hombre de Malboro". Se centra en la tentación que suponen las falsas posesiones, no en la falsedad en sí. En otras palabras, no se detiene en la crítica de los signos y las imágenes de falsedad prevalentes en la sociedad capitalista, sino que yendo un paso más allá, presenta una narrativa dramática de cómo sucumbimos a sabiendas en el deseo de esos falsos signos e imágenes y nos frustramos por ello.
Ese reflejo crítico está más pronunciado en su segunda novela La extraña pena del País de las Maravillas. El protagonista, Yi Jung-ho, confiesa: "El dinero es sangre verde hecho de papel, el dios que me gobierna con una fuerza mayor que la sangre roja que corre por mis venas". Jung-ho es un comerciante de derivados al que le gusta "conducir solo con el pedal del acelerador, sin frenar hasta que llega al destino". Es una representación de la era dominada por la velocidad del deseo materialista. Jung Mi Kyung llama a este imperio materialista creado por el materialismo sin control como "La extraña pena del País de las Maravillas", un mundo que refleja la dura realidad del siglo XXI, donde la gente lucha por el consumo y no la producción, por el exceso y no la falta, y por el placer y no el dolor.
En su obra gusta de utilizar Seúl, más específicamente el distrito de Gangnam, un espacio embebido en el consumismo, como el escenario de sus historias llenas de deseo consumista y extravagancia. El Gangnam que sirve como fondo de muchas de sus historias es la misma definición de "La extraña pena del País de las Maravillas". Una de sus mejores obras, La novia de mi hijo, es una historia sobre diferencias económicas y de clase que es incluso más intensa que el conflicto ideológico entre las dos Coreas. La protagonista de la historia es una madre de Gangnam que está inquieta porque su hijo sale con una chica del lado equivocado de la ciudad, pero su sentido hipócrita del refinamiento le impide manifestar sus preocupaciones. Una vez que lo reconoce, se dice de sí misma: "incluso mis vicios son triviales, mezquinos e innobles". Esta repugnancia que manifiesta hacia ella misma expresa de forma exquisita la crítica a la moral vacía de la burguesía del siglo XXI. Pocas veces visto antes en la literatura coreana, su cuidadoso estudio de la vida y los pensamientos de la burguesía se agrupa en el subgénero de los "relatos de Gangnam", junto con las obras de Jeong Yi-hyun y Seo Ha-jin, una rama relativamente nueva de la literatura coreana.

## Obras en coreano (lista parcial)[4]
Relatos cortos
- La mujer con arsénico

Novelas
- La vida color de rosa (2002)
- La extraña pena del País de las Maravillas (2005)
- Estrellas de África (2010)

Recopilaciones de relatos
- El amante manchado de sangre (2004)
- Me dieron rosas de los balcanes (2006)
- La novia de mi hijo (2008)

## Premios[2]
- Premio Literario Yi Sang (2006)
- Premio al Artista Actual (2002)